# Phil Manzanera
Philip Geoffrey Targett-Adams (Londres, 31 de enero de 1951), conocido artísticamente como Phil Manzanera, es un guitarrista y productor discográfico británico, conocido por ser el guitarrista de la banda de rock, Roxy Music.

## Biografía
Hijo de padre inglés y madre colombiana, vivió su infancia en La Habana (Cuba), donde aprendió a tocar guitarra a los seis años de edad y luego su familia se trasladó a Venezuela, en donde vive gran parte de su adolescencia hasta que su padre muere cuando él tenía 15 años de edad y regresan a Cuba.
Educado en el Dulwich College, comenzó su carrera musical dentro del rock and roll,[cita requerida] al que luego incorporó sus raíces latinas en su interpretación de la guitarra. Formó la banda 801, la cual incluía en su repertorio algunos clásicos de Roxy Music y Brian Eno.
Manzanera apareció brevemente tocando un solo de guitarra en el sexto episodio, titulado Psirens, de la serie Red Dwarf. En el mismo aparecieron sólo sus manos tocando la guitarra. El sitio Internet Movie Database acredita su rol como «Hands of Psiren Lister». En pantalla apareció en los títulos de crédito como «las manos de Phil Manzanera».

## Productor
La primera vez que ejerció como productor para una banda hispana fue en 1990 para el grupo malagueño Los Mosquitos, y a continuación, en el mismo año, produjo el disco Senderos de traición de la banda española Héroes del Silencio, que a la postre fue el que le dio renombre dentro de la industria española y latina, produciendo también para ese mismo grupo El espíritu del vino en 1993. 
Phil Manzanera coprodujo el álbum de David Gilmour On an island. Dentro del círculo de fanes de Gilmour, Manzanera se ha ganado el apodo de «El Magnífico». Volvió a participar en la producción de The Endless River, último álbum de Pink Floyd, y Rattle That Lock, reciente disco solista de David Gilmour.                                                                                                                                                                                                                                             
Fue una de las personas relevantes en la trayectoria de Héroes del Silencio cuyo testimonio fue incluido en el documental de 2021 "Héroes: Silencio y Rock & Roll".

## Discografía
- 1974: Taking Tiger Mountain (By Strategy) con Brian Eno
- 1975: Diamond Head.
- 1975: Mainstream, con la banda Quiet Sun.
- 1976: 801 Live.
- 1977: Listen Now.
- 1978: K-Scope.
- 1982: Primitive Guitars.
- 1987: Wetton/Manzanera.
- 1987: Guitarrissimo.
- 1988: Nowomowa: The Wasted Lands.
- 1988: Crack The Whip.
- 1989: Up In Smoke.
- 1990: Mato Grosso (with Sérgio Días).
- 1990: Southern Cross.
- 1993: Live at the Karl Marx.
- 1997: One wWrld.
- 1997: Mainstream.
- 1997: A Million Reasons Why.
- 1997: Manzanera & MacKay.
- 1998: Live at Manchester University.
- 2001: Vozero.
- 2001: Manzanera Archives: 801 Live @ Hull.
- 2001: Manzanera Archives: Rare one.
- 2002: 801 Latino (en vivo).
- 2004: 6 pm.
- 2005: 50 Minutes Later.
- 2016: Live at the Curious Arts Festival

### Como productor
- 1974: John Cale: Fear.
- 1976: Split Enz: Second Thoughts.
- 1990: Los Mosquitos: Revolución.
- 1990: Héroes del Silencio: Senderos de Traición.
- 1991: Gabinete Caligari: Cien Mil Vueltas.
- 1993: Héroes del Silencio: El Espíritu del Vino.

- 1994: Antonio Vega: Océano de Sol.
- 1994: Os Paralamas do Sucesso: Severino.
- 1994: Fito Páez: Circo Beat.
- 1996: Aterciopelados: La Pipa de la Paz.
- 1996: Robi Draco Rosa: Vagabundo.
- 1997: Enrique Bunbury: Radical Sonora.
- 2000: Mónica Naranjo: Minage.
- 2006: David Gilmour: On an Island.
- 2008: Enrique Bunbury: Hellville de Luxe.
- 2010: The Hall Effect: The Hall Effect.
- 2014: Pink Floyd: The Endless River.

## Otros
- Director musical del festival Guitar Legends, en Sevilla (España).